# Kněževes (kraj południowomorawski)
Kněževes – miejscowość i gmina (obec) w Czechach, w kraju południowomorawskim, w powiecie Blansko. W 2022 roku liczyła 167 mieszkańców.